# コパ航空201便墜落事故
コパ航空201便墜落事故（コパこうくう201びんついらくじこ）は、パナマのパナマシティにあるトクメン国際空港からコロンビアのカリにあるアルフォンソ・ボニーラ・アラゴン国際空港へ向かう定期便だったコパ航空201便が墜落した事故である。1992年6月6日、201便は離陸の29分後に空中分解してダリエン県ダリエン地峡に墜落し、乗員乗客47名全員が死亡した。事故原因は航空会社が行った訓練の問題を含む複合的要因であった。
201便の墜落事故は、パナマで発生した航空事故のなかで最も死者数の多い事故で、コパ航空で起きた初めての航空事故であり、かつ唯一の事故である。

## 当日の201便
201便に使用されていた機材は、製造から12年が経過したボーイング737-204Advで、1980年に製造され、ブリタニア航空に納入された。その後、1990年代にリース契約の結果としてコパ航空が買い取った。依然としてブリタニア航空のストライプは尾部に残っていたが、胴体中央部にはパナマの国旗が描かれていた。
機長は53歳男性、副操縦士は25歳男性であり、客室乗務員は5人搭乗していた 。201便は40人の乗客と7人の乗員を乗せていた。

## 事故の経緯
201便は40人の乗客と7人の乗員を乗せて現地時間20時37分にパナマシティのトクメン国際空港の滑走路21Lからカリに向けて離陸した。離陸から約10分後の20時47分に、機長がパナマシティの管制官に気象情報を聞いた。管制官は201便の 30–50マイル (48–80 km) 先に悪天候が広がっていることを伝えた。
機長は管制官に悪天候を避けるルートを飛行する許可を求め、新しいルートとしてダリエン県上空を飛行することになった。最後の無線交信は20時48分で、201便がFL250に到達したというレポートだった。
高度 25,000フィート (7,600 m) を飛行していた201便は、レポートから2分後の20時56分に右に80度傾いた状態で急降下しはじめた。機体は音速を越え、高度 10,000フィート (3,000 m) で空中分解した。201便は 486ノット (900 km/h; 559 mph) でダリエン地峡内のジャングルに墜落した。
トクメン国際空港に接近していたKLMオランダ航空のDC-10が、コロンビア国境とダリエン県の間のエリアで、彼らから数キロメートル離れた位置にいる201便のトランスポンダーからの遭難信号を傍受したと、20時57分に管制に報告した。管制官は緊急事態を宣言し、ボゴタにあるコロンビア管制センターに行方不明の飛行機について通知した。翌日の明け方に捜索救援機が201便の機影が消えた場所に派遣された。
8時間後、捜索隊はダリエン地峡のジャングルで最初の残骸を見つけた。到達が難しい場所であったために、救助隊が到達するのに12時間がかかった。
遺体と機体の残骸が半径 10キロメートル (6.2 mi) に飛散していたため、調査は非常に困難なものとなった。調査官が墜落現場に到着し、墜落事故の原因を調べる調査が始まった。

## 乗員乗客
201便には40人の乗客と7人の乗員を乗せていた。国籍は、コロンビア人36人、パナマ人8人、アメリカ人2人、イタリア人1人であった。
| 国籍           | 乗客 | 乗員 | 合計 |
| -------------- | ---- | ---- | ---- |
| パナマ         | 1    | 7    | 8    |
| アメリカ合衆国 | 2    | 0    | 2    |
| コロンビア     | 36   | 0    | 36   |
| イタリア       | 1    | 0    | 1    |
| 合計           | 40   | 7    | 47   |

## 事故原因

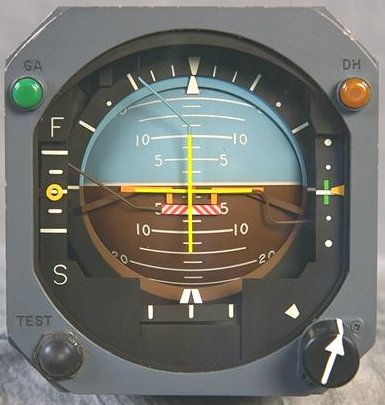
事故機に搭載されていたものと同じ姿勢指示器。201便では誤った姿勢情報が表示されていた。

国家運輸安全委員会（NTSB）はCVRを回収し、分析のためアメリカに送った。しかし、CVRのテープがメンテナンスエラーにより破損しており、201便の音声は記録されていなかった。調査官はFDRから情報を得られることを期待した。FDRの方は正常に作動しており、データを読み取ることができた。それによると、機体が急に傾き、高速で降下したようだった。
このトラブルは、姿勢指示器(ADI)に繋がっていたケーブルが、過度のストレスによる損傷により、断続的な短絡を起こしたことによるものだと判明した。その結果、姿勢指示器は機長らに機体が左に傾いたままだと勘違いさせた。フライトは夜間で巡航飛行中に悪天候に近づいていたので地平線は見えなかった。姿勢を戻すために機体を右に傾け続けた結果、右にほぼ80度まで傾いた機体は高度を維持できなくなり急降下した。
また、姿勢指示器のソースの選択スイッチは、通常のNORMAL位置(個別の垂直ジャイロを参照)からBOTH ON VG-1(両方とも垂直ジャイロ1を参照)の位置になった状態で事故現場から発見された。調査官は、パイロットがスイッチをNORMALポジションからBOTH ON VG-1に変えたため、機長側と副操縦士側の両方の姿勢指示器が故障したジャイロに繋がれ、姿勢が分からなくなったと判断した。
調査チームは、姿勢指示器の断続的に故障していた間、予備の姿勢指示器が正しく動いていたことを明らかにした。しかし、パイロットはこの姿勢指示器を見ないで問題を解決しようとしたようだった。
墜落要因の1つとして、姿勢指示器の故障に対応するために必要な計器が、いくつかの機体で異なっていることをコパ航空が乗員に伝えなかったことがあげられた。シミュレータの場合、スイッチを左(CAPT ON AUX)に回すと、機長側の姿勢指示器が予備のジャイロに繋がるようになっていたが、事故機の場合、スイッチを左(BOTH ON VG-1)に回すと機長・副操縦士の姿勢指示器が機長側のジャイロに繋がるようになっていた。
201便の乗員はこの問題に対処する方法をシミュレータで学んでいたため、パイロットがそれに従って対処したが、上記のようにシミュレータと事故機ではコックピットの仕様が異なっていたため、機長側のADIソースを予備の垂直ジャイロ(CAPT ON AUX)に切り替えるつもりで機長側と副操縦士側の両方のADIのソースをVG-1(BOTH ON VG-1)へ切り替えてしまい、副操縦士側のADIも正しいVG-2からのデータを得られなくなり、問題の特定ができなくなってしまった。
当初、ボーイング737型機で発生していた方向舵の問題による墜落事故（UA585便、US427便）といくつかの類似点があったため、201便でも同じ原因で墜落したのではと考えられたが、最終的には違ったことが分かった。

## 事故後
事故原因が特定されたあと、遺族らがボーイング737の部品供給業者の1社であるルーカス・インダストリーズに対し訴訟を起こし、未公開金額での和解となった。
1993年に、アメリカ人乗客1人の親族が、旅行会社を通じて航空会社が乗客にチケットを販売したとして、テキサス州の連邦裁判所でコパ航空に対して訴訟を起こした。この訴訟は、1994年3月30日に裁判所によって棄却された。

## 映像化
- メーデー!:航空機事故の真実と真相 第12シーズン第4話「Sideswiped」